# Tonnenmaat
Tonnenmaat of tonnage is de maat om de grootte van een schip uit te drukken. In tegenstelling tot wat de naam doet vermoeden, is het niet gerelateerd aan het gewicht van het schip, maar aan het volume. Dit in tegenstelling tot bijvoorbeeld het draagvermogen (deadweight tonnage, dwt). In veel havens wordt de tonnenmaat genomen bij het berekenen van het havengeld of op de kanalen om de scheepvaartrechten te berekenen.

## Zeevaart
De bruto tonnenmaat vervangt het registerton om de grootte van een schip uit te drukken. Dit werd ingegeven door het bestaan van al te veel uitzonderingen op de regels van Oslo. Zo werden bijvoorbeeld bij de Panamameting en de Suezmeting andere regels van berekening gehanteerd dan die van de conventie van Oslo.
Deze meetwijze werd van kracht op 18 juli 1982 en werd in 1994 internationaal verplichtend. Hierdoor worden alle schepen nu op dezelfde manier opgemeten. De brutoregistertonnage en de nettoregistertonnage werden vervangen door respectievelijk de bruto-tonnenmaat en de netto-tonnenmaat. Nieuw is dat internationaal slechts één bruto- en één netto-tonnenmaat wordt aangehouden.
- De bruto-tonnenmaat wordt berekend met een formule waarin het scheepsvolume onder het bovendek en de ingesloten ruimtes boven het bovendek is opgenomen. Het verkregen volume in m³ wordt vermenigvuldigd met een factor (een logaritme van de m³), waarna het gevonden getal onbenoemd is (dat wil zeggen geen ton of m³).
- De netto-tonnenmaat is een onbenoemd getal dat in hoofdzaak de inhoud van de laadruimtes van het schip aangeeft voor het vervoer van goederen en passagiers. Bij de berekening van de netto-tonnenmaat wordt uitgegaan van de bruto-tonnenmaat, waarbij alle ruimtes die niet voor lading worden gebruikt (zoals ruimtes bestemd voor bemanning, navigatie en voortstuwing), worden afgetrokken.

## Massa-eenheden
- Deplacement (koopvaardij) of waterverplaatsing (marine) (displacement tonnage) is het gewicht van het schip mét de inhoud. Deze maatstaf berust op de (fysische) wet van Archimedes, die stelt dat het gewicht van een in water drijvend voorwerp gelijk is aan dat van het water dat door het voorwerp verplaatst wordt, met andere woorden: het gewicht van het gat in het water of de ruimte onder de waterlijn. Het wordt uitgedrukt in metrische ton (= 1000 kg), of soms longton (= 1016,0469088 kg).
- Ledig schip (light ship tonnage) is het gewicht van het schip, zonder lading, brandstof, passagiers en dergelijke.
- Draagvermogen (deadweight tonnage, DWT) is het maximale deplacement verminderd met ledig schip. Het wordt ook uitgedrukt in m³, longton of metrieke ton. Men maakt soms nog een onderscheid tussen:
  - bruto-draagvermogen (deadweight all told, DWAT), dit is alles inclusief, dus meestal hetzelfde als DWT;
  - netto-draagvermogen (deadweight cargo capacity, DWCC), dit is enkel de vracht die het schip kan laden.

## Binnenvaart
In de binnenvaart kent men:
- laadvermogen, zijnde de gemeten waterverplaatsing vanaf de ledige diepgang van het schip tot de ijk, gemeten in m3
- waterverplaatsing, zijnde de in kubieke meters uitgedrukte waterverplaatsing van een binnenschip tot het vlak van de grootste toegelaten diepgang
- verplaatsing, zijnde de in kubieke meters uitgedrukte waterverplaatsing van een binnenschip tussen het vlak van inzinking van het lege binnenschip in zoet water en het vlak van de grootste toegelaten diepgang

Dat wordt in het spraakgebruik allemaal in tonnen uitgedrukt, terwijl het dus eigenlijk m3 zijn. Om het goed te bepalen wordt er in zout en zoet water en verschillende temperaturen met een correctie gemeten. Het ligt vast via de Herziene Rijnvaartakte, die via Europese regelgeving ES-TRIN eigenlijk door heel Europa wordt gevolgd. Dat laatste, deze Europese standaard tot vaststelling van de technische voorschriften voor binnenschepen, heeft het over ‘waterverplaatsing’ of ‘∀’: het ingedompelde volume van het schip in m3.

## Geschiedenis van de term tonnenmaat
De term tonnenmaat komt uit de 13e eeuw; Engeland liet toen wijn komen uit Bourgondië in grote tonnen (tuns in het Engels). De schepen werden belast op basis van het aantal tonnen aan boord.
- 1 tun was dan gelijk aan 33,689 ft³ (0,95 m³).
- 1 registerton of moorsomton was gelijk aan 100 ft³ (2,83 m³), of ongeveer 3 tuns.

De registerton werd vervangen door de tonnenmaat of tonnage in 1969.
De hedendaagse term tonnenmaat is dus enkel onrechtstreeks verbonden met de kubieke meter.